# Franklin (Texas)
Franklin város az USA Texas államában. Lakosainak száma 1614 fő (2020. április 1.).

## Népesség
A település népességének változása:

| 2010 | 1 564 |
| 2020 | 1 614 |